# Contea di Neiqiu
La contea di Neiqiu (内丘县S, Nèiqiū XiànP) è una contea della Cina, situata nella provincia di Hebei e amministrata dalla prefettura di Xingtai.